# Zhao Yunlei
Zhao Yunlei (赵芸蕾S, Zhào YìlěiP; Hubei, 25 agosto 1986) è una giocatrice di badminton cinese, vincitrice della medaglia d'oro nel doppio femminile, insieme a Tian Qing, e nel doppio misto, insieme a Zhang Nan, ai Giochi olimpici di Londra 2012.

## Palmarès
- Giochi olimpici

Londra 2012: oro nel doppio femminile e nel doppio misto.
Rio de Janeiro 2016: bronzo nel doppio misto.
- Mondiali

Hyderabad 2009: argento nel doppio femminile.
Parigi 2010: bronzo nel doppio femminile.
Londra 2011: oro nel doppio misto e argento nel doppio femminile.
Canton 2013: bronzo nel doppio femminile e nel doppio misto.
Copenhagen 2014: oro nel doppio femminile e nel doppio misto.
Jakarta 2015: oro nel doppio femminile e nel doppio misto.
- Giochi asiatici

Canton 2010: oro nel doppio femminile e a squadre e argento nel doppio misto.
Incheon 2014: oro nel doppio misto e a squadre e bronzo nel doppio femminile.